# Jean-François-Albert du Pouget
Jean-François-Albert du Pouget, Marqués de Nadaillac (16 de julio de 1818, Londres – 1 de octubre de 1904, Rougemont, Cloyes-sur-le-Loir) fue un antropólogo y paleontólogo francés.
El vástago de una antigua familia francesa, dedicó sus primeros años a los asuntos públicos, y que sirvió en 1871 y 1877, respectivamente, como Prefecto de los Departamentos de los Pirineos Atlánticos y de Indre y Loira. Al finalizar su mandato se retiró a la vida privada y se dedicó a la investigación científica, principalmente en las líneas de la paleontología y antropología, dando particular atención a las preguntas americanas, sobre cuales fueron sus principales pobladores. Tuvo mucho que ver con la exploración de las cuevas del sur de Francia, estando especialmente interesado en los dibujos de las cuevas. Estudió profundamente la relación entre la ciencia y la fe, y fue un ferviente católico. Murió en su castillo de Rougemont, cerca de Cloyes, Departamento de Eure y Loir. Era miembro de sociedades científicas en todas las partes del mundo, incluyendo varias en los Estados Unidos, y recibió las condecoraciones de la mitad de una docena de gobiernos, además de ser un caballero de la Légion de Honor. También era corresponsal del Instituto de Francia.

## Obras publicadas
- En la Prehistoria de América (en francés), publicado en París en 1883, y en inglés en Nueva York en 1884.
- Terciario Hombre (1885)
- Disminución de la tasa de Natalidad en Francia (1886)
- La Época Glacial (1886)
- Modales y Monumentos de los Pueblos prehistóricos (París, 1888)
- Origen y Desarrollo de la Vida sobre el Planeta (1888)
- Descubrimientos prehistóricos y las Creencias Cristianas (1889)
- La Huellas más antiguas del Hombre en América (1890)
- La Primera Población de Europa (1890)
- El Peligro Nacional (1890)
- El Progreso de la Antropología (1891)
- La inteligencia y el Instinto (1892)
- La Despoblación de Francia (1892)
- La Población lacustre de Europa (1894)
- La fe y la Ciencia (1895)
- Evolución y Dogma (1896)
- La unidad de la Especie Humana (1897)
- El hombre y el Mono (1898)
- Pintado o Incisiones en forma de Figuras... de Cavernas Prehistóricas (1904)

La mayoría de estos textos aparecieron primero en la revista del Instituto de Francia o en la Revue des Questions Scientifiques de Lovaina y Bruselas.